# Los Alacranes, Campeche
Los Alacranes är en ort i Mexiko.   Den ligger i kommunen Calakmul och delstaten Campeche, i den östra delen av landet, 1 100 km öster om huvudstaden Mexico City. Los Alacranes ligger 116 meter över havet och antalet invånare är 135.
Terrängen runt Los Alacranes är lite kuperad. Runt Los Alacranes är det glesbefolkat, med 10 invånare per kvadratkilometer. Närmaste större samhälle är Cinco de Mayo, 13,1 km nordväst om Los Alacranes. I omgivningarna runt Los Alacranes växer i huvudsak städsegrön lövskog.